# FC Prishtina
FC Prishtina (alb. Klubi Futbollistik Prishtina, serb. Fudbalski Klub Priština) – kosowski klub piłkarski utworzony w 1922 roku. Bierze udział w rozgrywkach Superligi. W latach 1983–1988 zespół występował w pierwszej lidze jugosłowiańskiej (Prva Liga). Swoje mecze gra na Stadionie miejskim w Prisztinie, który może pomieścić 16 200 widzów.
W jugosłowiańskich rozgrywkach klub występował pod nazwą FK Priština.

## Sukcesy
- Mistrzostwo Superligi: 20
  - 1945, 1946, 1947/48, 1951, 1953/54, 1958/59, 1960/61, 1976/77, 1978/79, 1991/92, 1995/96, 1996/97, 1999/2000, 2000/01, 2003/04, 2007/08, 2008/09, 2011/12, 2012/13, 2020/21
- Puchar Kosowa: 8
  - 1993/94, 1994/95, 2005/06, 2012/13, 2015/16, 2017/18, 2019/20, 2022/23

## Skład na sezon 2019/2020
Stan na 28.11.2019
| Nr | Poz. | Piłkarz           |
| -- | ---- | ----------------- |
| 1  | BR   | Alban Muqiqi      |
| 2  | OB   | Armend Thaçi      |
| 4  | OB   | Tun Bardhoku      |
| 5  | PO   | Diar Miftaraj     |
| 6  | PO   | Endrit Krasniqi   |
| 7  | PO   | Lorik Boshnjaku   |
| 8  | OB   | Ahmed Haliti      |
| 10 | NA   | Meriton Korenica  |
| 11 | NA   | Kreshnik Uka      |
| 12 | BR   | Visar Bekaj       |
| 13 | OB   | Art Maloku        |
| 15 | PO   | Gauthier Mankenda |
| 17 | NA   | Alban Shillova    |
| 18 | PO   | Ergyn Ahmeti      |
| 20 | PO   | Qëndrim Zyba      |

| Nr | Poz. | Piłkarz          |
| -- | ---- | ---------------- |
| 22 | OB   | Labinot Ibrahimi |
| 23 | OB   | Leonit Abazi     |
| 23 | PO   | Armend Gashi     |
| 27 | NA   | Ahmed Januzi     |
| 28 | OB   | Leotrim Bekteshi |
| 34 | OB   | Agon Xhaka       |
| 35 | BR   | Eglant Haxho     |
| 35 | BR   | Laurit Behluli   |
| 44 | NA   | Max Rugova       |
| 77 | PO   | Ardit Hila       |
|    | PO   | Jon Bajgora      |
|    | BR   | Adi Hyla         |
|    | OB   | Ramush Ramadani  |
|    | NA   | Trimror Selimi   |

## Europejskie puchary
Legenda do wszystkich tabel:
- Q – runda eliminacyjna, 1/16, 1/8, 1/4, 1/2 – odpowiednia faza rozgrywek, Grupa – runda grupowa, 1r gr – pierwsza runda grupowa, 2r gr – druga runda grupowa, F – finał, R – runda, PO – play-off
- k. – rzuty karne, los. – losowanie, Dogr. – dogrywka, w. – zasada bramek strzelonych na wyjeździe

| Sezon   | Rozgrywki               | Runda | Klub                  | Dom          | Wyjazd       | Ogólnie      |
| ------- | ----------------------- | ----- | --------------------- | ------------ | ------------ | ------------ |
| 2017/18 | Liga Europy             | 1Q    | IFK Norrköping        | 0–1          | 0–5          | 0–6          |
| 2018/19 | Liga Europy             | PQ    | Europa FC             | 5–0          | 1–1          | 6–1          |
| 2018/19 | Liga Europy             | 1Q    | Fola Esch             | 0–0          | 0–0          | 0–0, k: 4–5  |
| 2019/20 | Liga Europy             | PQ    | St Joseph’s           | 1–1          | 0–2          | 1–3          |
| 2020/21 | Liga Europy             | PQ    | Lincoln Red Imps      | 0–3 (W), w/o | 0–3 (W), w/o | 0–3 (W), w/o |
| 2021/22 | Liga Mistrzów           | PQ    | SS Folgore/Falciano   | 2–0 (N)      | 2–0 (N)      | 2–0 (N)      |
| 2021/22 | Liga Mistrzów           | PQ    | Inter Club d’Escaldes | 2–0 (N)      | 2–0 (N)      | 2–0 (N)      |
| 2021/22 | Liga Mistrzów           | 1Q    | Ferencvárosi          | 1–3          | 0–3          | 1–6          |
| 2021/22 | Liga Konferencji Europy | 2Q    | Gap Connah's Quay     | 4–1          | 2–4          | 6–5          |
| 2021/22 | Liga Konferencji Europy | 3Q    | Bodø/Glimt            | 2–1          | 0–2          | 2–3          |
| 2025/26 | Liga Europy             | 1Q    | Sheriff Tyraspol      | 2–1          | 0–4          | 2–5          |
| 2025/26 | Liga Konferencji        | 2Q    | Larne                 | 1–1          | 0–0          | 1–1, k: 4–5  |